# Mangrovesvala
Mangrovesvala (Tachycineta albilinea) är en centralamerikansk fågel i familjen svalor inom ordningen tättingar. Den förekommer i låglänta områden, som namnet avslöjar gärna vid mangroveskogar vid kusten, men även intill sjöar, våtmarker och gräsmarker inåt land. Arten minskar i antal, men beståndet anses vara livskraftigt.

## Utseende och läten
Översidan av kroppen är blågrön. Vingarna är gråsvarta, stjärten svart och undersidan vit. Arten kan identifieras genom det vita strecket strax ovanför en linje mellan näbbens fäste och ögat. Det förekommer endast på två andra arter i släktet: violettgrön svala och diademsvala. Könen har likartad fjäderdräkt men skiljer något i storlek. Ungfåglarna har gråbrun överdel och vitaktig underdel. Den här svalans sång beskrivs allmänt som mjukt drillande, med ett rullat ’’djeerrt’’ och en skarp alarm-ton.  

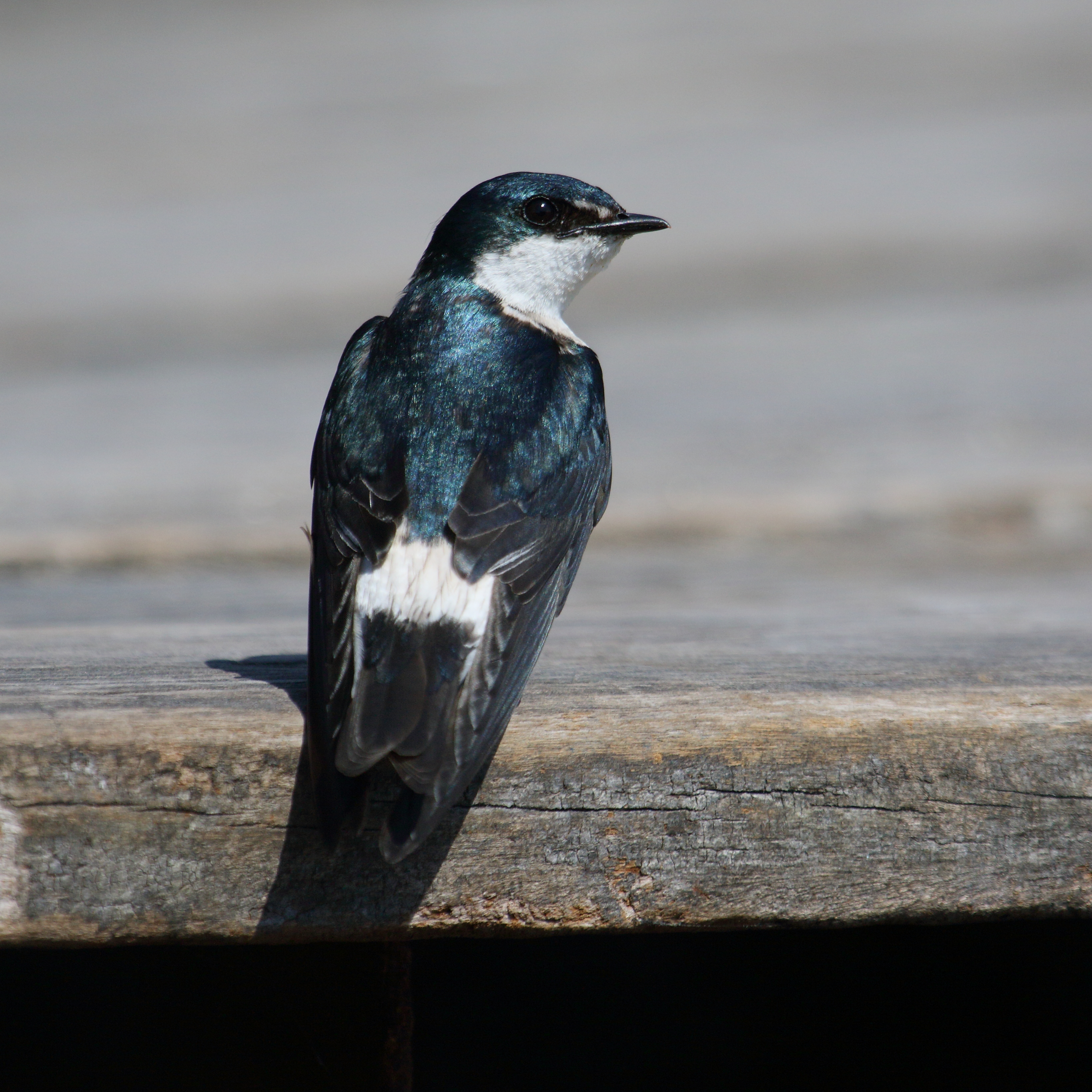

## Utbredning och systematik
Mangrovesvalan förekommer i Centralamerika i låglänta områden från norra Mexiko till Panama. Den behandlas som monotypisk, det vill säga att den inte delas in i några underarter.

## Levnadssätt
Arten är vanlig i kustnära och låglänta områden, som namnet avslöjar ofta i närheten av mangroveskogar, men även vid sötvattenssjöar, floder och betesmarker samt i gräsmarker, våtmarker och vid stränder.

### Häckning
Mangrovesvala är starkt revirhävdande när den häckar, ungefär som trädsvala. Boet byggs normalt i ett hål eller en hålighet nära vatten och mindre än två meter ovanför marken. 

### Föda
Arten brukar söka sin föda i ensamhet när den häckar, men i grupp när den inte häckar. Födosökandet sker normalt närmare boet när den jagar för att finna föda till sina ungar,  men mycket längre bort när den söker föda till sig själv. Mellan födosökandet ses den ofta sitta stilla nära vatten. Den fångar insekter i luften och tar ovanligt stora byten relativt sin egen storlek. 

## Status och hot
Arten har ett stort utbredningsområde och en stor population, men tros minska i antal, dock inte tillräckligt kraftigt för att den ska betraktas som hotad. Internationella naturvårdsunionen IUCN listar därför arten som livskraftig (LC). Beståndet uppskattas till i storleksordningen 500 000 till fem miljoner vuxna individer.
Mycket lite är känt om i vad mån andra djur tar den som byte, men den är värdorganism för Sternostoma hirundinis, ett näs-kvalster. Det förekommer också att de förlorar sina bon till termiter och knott.

## Namn
Mangrovesvalans vetenskapliga artnamn albilinea betyder "vitstreckad".